# آنجل دنیس

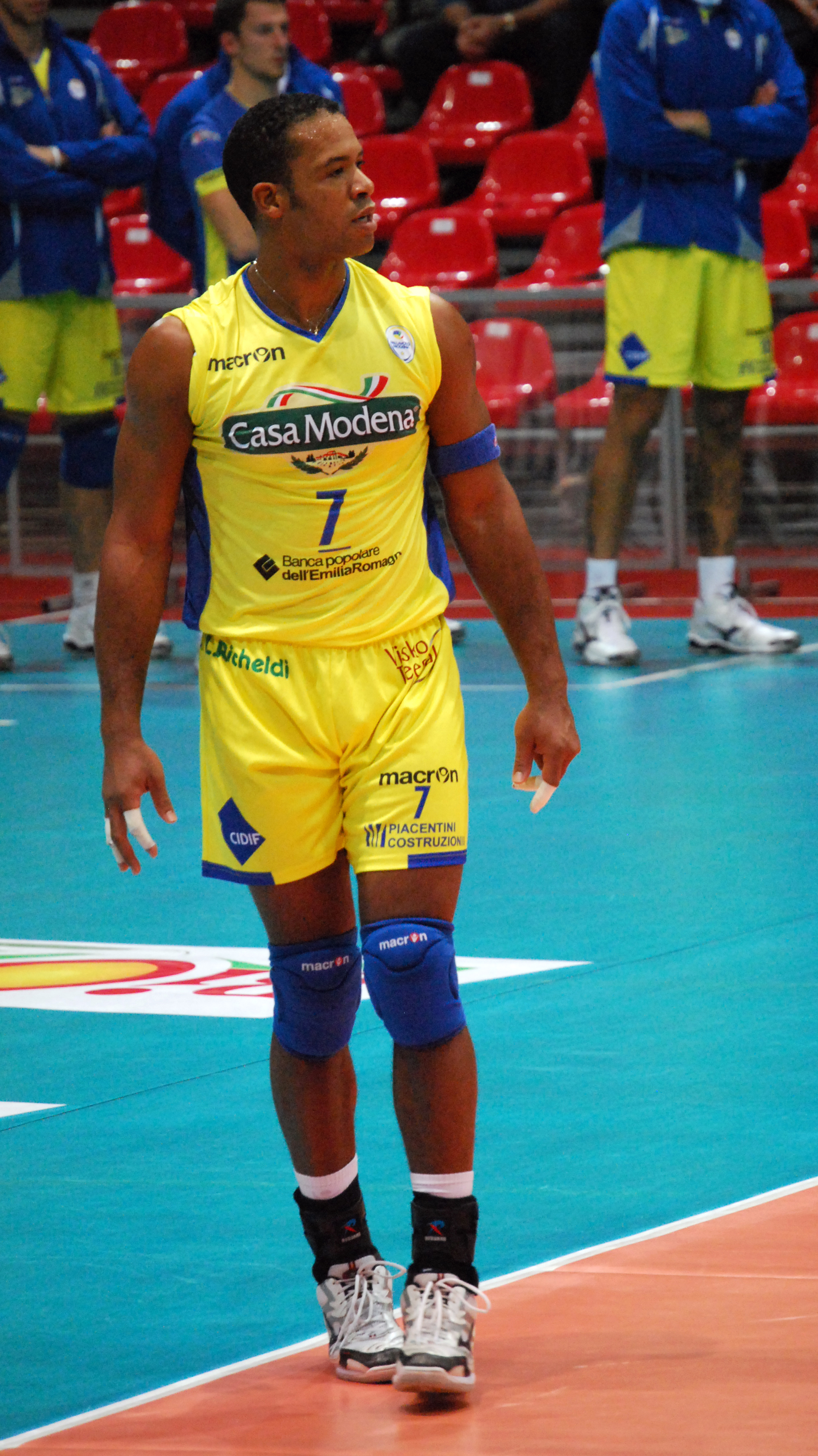
در پالاولو مودنا سال ۲۰۱۰

آنجل دنیس (به انگلیسی: Ángel Dennis) (زاده ۱۳ ژوئن ۱۹۷۷ در هاوانا) بازیکن دو ملیتی والیبال اهل ایتالیا و کوبا است.
دنیس در سال ۲۰۰۶ بهترین بازیکن سوپر جام ایتالیا و بهترین بازیکن جام جزیره و در سال ۲۰۰۱ بهترین بازیکن آمریکای شمالی شد و در دو سال پیاپی ستاره جام حذفی آمریکا لقب گرفت.او عضو سابق تیم ملی والیبال مردان کوبا بود و از ستارگان ورزشی کوبا به شمار می رفت.

## باشگاهی
دنیس در رده باشگاهی در تیم های بولیوار آرژانتین، قطر، مودنا ایتالیا، والی لوبه ایتالیا و سایپا ایران سابقه بازی دارد.